# Thomas Harper King
Thomas Harper King (Londen, 22 november 1822 - Teignmouth (Devon), 14 januari 1892) was een Engelse kunsthistoricus en architect.

## Levensloop
King studeerde aan het Exeter College van de Universiteit van Oxford. Hij was ook een leerling van Augustus Welby Northmore Pugin in Ascot. Hij werd een verspreider op het vasteland van de artistieke ideeën van zijn leermeester. In 1844 bekeerde hij zich tot het katholicisme.
In 1848 bezocht hij Brugge en van daar organiseerde hij zijn studiereizen, in voorbereiding van zijn modellenboeken in verband met middeleeuwse bouwkunst en kerkelijke kunstvoorwerpen. Het was in Brugge dat hij in 1851 trouwde met Anna Morgan (1831-1858). Ze kregen vier kinderen. Vanaf 1860 woonde hij weer in Engeland. Hij hertrouwde er met een Fanny, van wie de familienaam niet bekend is.
King verwierf een sleutelpositie in de kunstgeschiedenis, door het propageren op het Europese vasteland van de architecturale principes van Pugin. In Brugge had King invloed in 1854 op de bouw van de Heilige-Magdalenakerk, voor dewelke hij de Engelse canons van de neogotiek oplegde. Dit ging niet zonder polemieken met plaatselijke kunstkenners.
Hij was ook, onder meer in zijn modellenboeken, een bewonderaar van de Brugse goudborduurder en fabrikant van kerkgewaden Louis Grossé.
Andere vrienden waren Jean Bethune, John Steinmetz, Antoine Verbeke, Samuel Coucke en Charles Eyre. Mgr. Joannes-Baptista Malou was een van zijn ondersteuners.
King, weduwnaar geworden, verliet Brugge na 1858 en leefde verder in Engeland, waar hij zich niet meer mengde in activiteiten met betrekking tot kunstgeschiedenis en architectuur.

## Publicaties
- Lettre sur la renaissance de l'Art chrétien, Brugge, 1849.
- Lettre à Monsieur l'abbé Carton, Brugge, 1849.
- Les vrais principes de l'architecture ogivale ou chrétienne, 1850, vertaling van het boek van Pugin,True principles of pointed or Christian architecture
- Orfèvrerie et ouvrages en métal au Moyen-Âge, 1852-54
- Etudes pratiques, 1857-58